# 划旱船
划旱船即旱船，是一种汉族民间艺术表演形式。每逢佳节时，山西、河北境内都会流行这种民间舞蹈。这是一种模仿船在水中滑动的舞蹈，通常有五六个人表演。表演的道具通常是颜色艳丽的船只，有的地方用红绸纸花，还有的地方用彩灯、明镜等来装饰。船的中间是空的便于人站在中间进行表演，给人一种人在船中坐着的感觉。乘船者多表现为姑娘、媳妇。 （页面存档备份，存于）

## 表演方式
划旱船表演时有一名艄公划桨引船，做出各种划船的动作。而乘船者在表演中，往往是走快速碎步，这样能使船身保持平稳的状态前进，犹如在水面上漂动的船那样，颇为形象地塑造出水面行船的情景.
旱船多在乡村农民家中演出，每逢农历春节，它要从农历正月初一活动到农历二月初二（龙抬头节），它调演的目的是祈求来年风调雨顺、大吉大利。旱船表演人数一般有6-7人，一位女演员立于旱船中，称为“船娘子”，两人手拿“连响”，相当于撑舵人员，还有一人饰演小丑，右手拿一把破蒲扇，左手拿一把桨，鼻子被抹上白色的粉，在旱船周围来回扇动蒲扇，从而引发观众的笑声，其余人在边上敲锣打鼓，伴奏乐器有：大锣、小锣、鼓、镲等，旱船便根据节奏的变化进行表演。开场的一阵锣鼓音乐结束后，拿连响的表演者会穿插表演唱，在旁的伴奏人员也会在每一段内容结束后的最后一个唱词附和着伴唱，但锣鼓声仍不停止。 
乘船者不止一只船，三、五成群，一线儿排开，与“船公”默契配合，时起时伏，随着“波浪”旋转、颠簸，犹如是水上跑船时的生动画卷。 
跑“旱船”时，一股使用的伴奏乐器是锣、鼓、钹等打击乐器，也有的地方加上一至两支喷呐伴奏、气氛热烈，情绪活跃，具有浓郁的地方风情和民族色彩。

### 近年发展
近几年来，跑旱船在原有基础上又有发展。一些农村里，将现代化的交通工具摩托车装饰成“旱船”，也有的将自行车装饰成“旱船”，由人驾车，结队前进，在前进中跑出、表演出各种各样的活动图案，形成各种各样的套路，也十分吸引观众。其中最出名的是清徐旱船和虹星桥旱船.